# ویلی ترپ
ویلی ترپ (انگلیسی: Willy Trepp؛ زادهٔ ۲۳ دسامبر ۱۹۳۸) دوچرخه‌سوار پیست اهل سوئیس است.
وی در مسابقات کشوری و بین‌المللی در مجموع برندهٔ ۲ مدال نقره، ۱ مدال برنز شده‌است.